# Найпу
Найпу (рум. Naipu) — село у повіті Джурджу в Румунії. Входить до складу комуни Гімпаць.
Село розташоване на відстані 41 км на південний захід від Бухареста, 32 км на північний захід від Джурджу.

## Населення
За даними перепису населення 2002 року у селі проживали 1826 осіб. Рідною мовою 1825 осіб (99,9%) назвали румунську.
Національний склад населення села:
| Національність | Кількість осіб | Відсоток |
| -------------- | -------------- | -------- |
| румуни         | 1656           | 90,7%    |
| цигани         | 170            | 9,3%     |